# Ordre du Mérite (Commonwealth)
Pour les articles homonymes, voir Ordre du Mérite.
L’ordre du Mérite (anglais : Order of Merit) est un honneur des royaumes du Commonwealth accordé à la discrétion du monarque. Il a été institué par le roi Édouard VII en 1902 et est destiné à récompenser les mérites artistiques, littéraires, scientifiques et militaires.

## Présentation
La devise « For Merit » (« Pour le mérite ») est inscrite au centre de l’insigne, une croix pattée en or émaillée de rouge. Son ruban est mi-parti rouge et bleu : le bleu du ruban rappelle l’ordre de la Jarretière, et le rouge l’ordre du Bain.
La nomination dans l'ordre, par le souverain, ne confère pas le titre de chevalier ou de dame ; néanmoins, un membre de cet ordre peut porter un des titres par un autre ordre. Les membres peuvent faire suivre leur nom des lettres O.M..
L’ordre comprend le souverain et 24 titulaires dans une seule classe. Les étrangers peuvent être membres honoraires. Il y a une division civile et une division militaire dont l’insigne comporte en plus deux épées croisées en argent, mais cette dernière est aujourd'hui non utilisée.
Les hommes et les femmes citoyens de tous les royaumes du Commonwealth sont admissibles dans l’ordre. Florence Nightingale fut la première femme en 1907, Margaret Thatcher (LG, OM, PC) a reçu cette distinction en 1990. Les femmes arborent l’insigne sur une broche.
Sans compter les membres honoraires, l’ordre est limité à 24 personnes. Le protocole demande que l’insigne soit remis au monarque après la mort de son titulaire.
Parmi ses membres actuels ou passés, outre le roi et sa famille, on compte notamment, l'homme d'affaires Jacob Rothschild, la cantatrice Joan Sutherland, l'acteur et metteur en scène Laurence Olivier, l’architecte Norman Foster, les Premiers ministres britanniques Winston Churchill, Harold Macmillan et Margaret Thatcher, l'ancien Premier ministre du Canada Jean Chrétien, le co-inventeur du World Wide Web Tim Berners-Lee, l'ancien Premier ministre d'Australie John Howard, le maréchal Harold Alexander, l’amiral de la flotte Louis Mountbatten, les peintres Lucian Freud et David Hockney, les scientifiques Roger Penrose et Martin Rees, l'écrivain Henry James, le poète Ted Hughes, et le musicien et compositeur Edward Elgar.